# Institut supérieur des études technologiques
Un Institut supérieur des études technologiques (ISET) est un institut universitaire tunisien. L'enseignement y est assuré en grande partie par des enseignants du corps des technologues.
Le réseau des ISETs, composé de 25 établissements et placé sous la tutelle du ministère de l'Enseignement supérieur et de la Recherche scientifique, est géré par la direction générale des études technologiques.
Les établissements proposent une formation initiale diplômante, des formations continues en lien avec les besoins des entreprises, des centres de ressources technologiques, des pôles de compétence et des pépinières d'entreprises.

## Mission
Les ISETs sont habilités à établir des relations de partenariat avec le milieu économique pour assurer la formation de cadres moyens et de techniciens supérieurs qualifiés et répondant aux besoins des entreprises.
Après la réforme LMD du système de l'enseignement supérieur en Tunisie, les ISETs délivrent à leurs étudiants un diplôme de licence appliquée dans les domaines de la technologie et de la gestion. Les titulaires de cette licence peuvent s'inscrire dans un établissement universitaire en vue de l'obtention d'un master appliqué dans une filière équivalente à leur parcours d'études.

## Liste
- Nord-Est :
  - Institut supérieur des études technologiques de Bizerte (ISET-Bizerte)
  - Institut supérieur des études technologiques de Charguia (en) (ISET-Charguia)
  - Institut supérieur des études technologiques de Kélibia (ISET-Kélibia)
  - Institut supérieur des études technologiques de Nabeul (ISET-Nabeul)
  - Institut supérieur des études technologiques de Radès (ISET-Radès)
  - Institut supérieur des études technologiques de Zaghouan (ISET-Zaghouan)
  - Institut supérieur des études technologiques en communications de Tunis (ISET'Com) : cet institut est en co-tutelle avec le ministère des Technologies de la communication
- Nord-Ouest :
  - Institut supérieur des études technologiques de Béja (ISET-Béja)
  - Institut supérieur des études technologiques de Jendouba (ISET-Jendouba)
  - Institut supérieur des études technologiques du Kef (ISET-Kef)
  - Institut supérieur des études technologiques de Siliana (ISET-Siliana)
- Centre-Est :
  - Institut supérieur des études technologiques de Ksar Hellal (ISET-Ksar Hellal)
  - Institut supérieur des études technologiques de Mahdia (ISET-Mahdia)
  - Institut supérieur des études technologiques de Sfax (ISET-Sfax)
  - Institut supérieur des études technologiques de Sousse (ISET-Sousse)
- Centre-Ouest :
  - Institut supérieur des études technologiques de Kairouan (ISET-Kairouan)
  - Institut supérieur des études technologiques de Kasserine (ISET-Kasserine)
  - Institut supérieur des études technologiques de Sidi Bouzid (ISET-Sidi Bouzid)
- Sud-Est :
  - Institut supérieur des études technologiques de Djerba (ISET-Djerba)
  - Institut supérieur des études technologiques de Gabès (ISET-Gabès)
  - Institut supérieur des études technologiques de Médenine (ISET-Médenine)
  - Institut supérieur des études technologiques de Tataouine (ISET-Tataouine)
- Sud-Ouest :
  - Institut supérieur des études technologiques de Gafsa (ISET-Gafsa)
  - Institut supérieur des études technologiques de Kébili (ISET-Kebili)
  - Institut supérieur des études technologiques de Tozeur (ISET-Tozeur)